# Казино (фільм, 1995)
«Казино» — кримінальна драма Мартіна Скорсезе. В основі сюжету — однойменна книга Ніколаса Піледжі й Ларрі Шандлінга. Прем'єра в кінотеатрах США відбулася 22 листопада 1995 року.
«Казино» є третім проєктом Мартіна Скорсезе в жанрі гангстерського фільму, раніше вийшли кінострічки «Злі вулиці» і «Славні хлопці».
На 1 березня 2024 року фільм займав 143-тю позицію у списку 250 кращих фільмів за версією IMDb.

## Сюжет
Оповідь у фільмі йде від імені Сема Ротштейна (Роберт Де Ніро) та Нікі Санторо (Джо Пеші).
Сем «Туз» Ротштейн — професійний гравець і майстер гри на тоталізаторі. Ніхто краще за нього не вміє передбачати результати матчів і змагань. Боси мафії Середнього Заходу вирішили довірити йому керувати казино у Лас-Вегасі. Йому на допомогу для охорони був приставлений Нікі Санторо, рекетир та старий друг Сема. Кілька років їхній бізнес процвітав, поки Нікі надто не захопився справами з рекетом, організованою злочинністю та наркотиками.
Сем закохується в елітну повію Лас-Вегаса — Джинджер Маккена. Розуміючи, що вона його не любить і знаючи про залежність Джинджер від іншого чоловіка, Сем все одно наважується одружитися з нею і завести дитину. На додаток, він вкладає в руки Джинджер єдиний ключ від двох мільйонів доларів готівки в осередку банку — ключ, який забезпечує його свободу та безпеку, який зможе використати лише вона.
Через кілька років в особистому житті Сема з'являються величезні проблеми: Джинджер стає залежною від алкоголю і майже ніколи не буває тверезою, також вона вживає наркотики й досі поневолена пристрастю до сутенера і дрібного шахрая Лестера. Однак Сем, як і раніше, любить Джинджер, багато чого їй прощає, але заплющувати очі на те, що його дружина готова будь-якої миті його зрадити, стає вже неможливо. Джинджер шантажує Сема дочкою і постійно влаштовує скандали та істерики. Сем розлучається з нею, зумівши за законом забрати дочку собі, але віддає колишній дружині гроші, які обіцяв їй ще до одруження.
Нікі заносять до чорного списку осіб, яким заборонено з'являтися у гральних закладах. А оскільки в Лас-Вегасі мало місць, які так чи інакше не пов'язані з грою, то фактично Санторо позбавлений можливості з'являтися в місті. Не маючи наміру ховатися, він ще більше починає займатися організованою злочинністю в Лас-Вегасі, і незабаром у нього і Сема виникають ще більші проблеми. У мафії також починаються проблеми із ФБР. ФБР ретельно спостерігає за всіма злочинцями та збирає докладні досьє на членів мафії до самого верху. Між Семом та Нікі відбувається низка серйозних сварок. Джинджер стає коханкою Нікі й просить убити Сема, на що отримує відмову — Нікі не збирається вбивати свого друга дитинства через якусь повію. Однак незабаром про ходіння на бік починають підозрювати мафіозні боси, але Френк, права рука Нікі, не здає свого боса (відповідно до омерти такі речі неприпустимі й не прощаються).
Водночас ФБР, зібравши достатньо інформації, заарештовують одного члена мафії за іншим. У суді відбуваються попередні слухання над босами мафії, після чого вони радяться у залі суду і вирішують прибрати практично всіх, хто може щось знати й проговоритися. У результаті гине безліч членів мафії від найменших співучасників до молодших босів. Гине і Нікі (за замах на Сема): за наказом босів, Санторо та його брата до півсмерті б'ють бітами колишні підлеглі, а потім живцем закопують на кукурудзяному полі. Джинджер же поїхала до Лос-Анджелеса, зв'язалася там із наркоманами, промотала майже два мільйони доларів за два місяці та померла від передозування наркотиків. Виживши після замаху (його машину висадили в повітря, але сам він уцілів), Сем повернувся до того, з чого і починав — став грати на тоталізаторі в Сан-Дієго і визначати переможців.

## У ролях
| Актор            | Роль               |
| ---------------- | ------------------ |
| Роберт де Ніро   | Сем «Туз» Ротштейн |
| Шерон Стоун      | Джинджер Маккена   |
| Джо Пеші         | Нікі Санторо       |
| Джеймс Вудс      | Лестер Даймонд     |
| Френк Вінсент    | Френк Маріно       |
| Паскуале Каджано | Ремо Гаджи         |
| Кевін Поллак     | Філіп Грін         |
| Дон Ріклс        | Біллі Шерберт      |
| Вінні Велла      | Арті Піскано       |
| Алан Кінг        | Енді Стоун         |
| Л.К. Джонс       | Петт Вебб          |
| Джейн Медоуз     | камео              |

### Головні персонажі
Сем Ротштейн
Персонаж мав реального прототипа — Френка «Лівшу» Розенталя, який керував з 1970-х до початку 1980-х казино «Зоряний пил» (Stardust), «Фрімонт» та «Хасьєнда», а також Арнольда Ротштейна прізвисько «Туз», «Мозок» одного з провідних представників єврейської мафії в США початку 20 століття.
Роберт Де Ніро зобразив ділка грального бізнесу, покликаного мафією спостерігати за потоком повсякденних справ у вигаданому казино «Танжер» у Лас-Вегасі. Всі герої фільму так чи інакше проходять свій шлях нагору, і свій шлях униз.
Лінія Ротштейна — центральна та сюжетоутворююча. Він один із небагатьох зумів уціліти після чищення рядів у мафії. До кінця фільму він втрачає майже все, що придбав, окрім дочки від Джинджер, і повертається до того, з чого починав — ігор на тоталізаторі та ставках на спортивні ігри. Цей талант усе ще залишається за ним.
Нікі Санторо
Прототипом Нікі Санторо послужив Ентоні «Тоні Мураха» Спілотро (англ.), головоріз «Чиказького синдикату», убитий за наказом босів у 1986 році.
Нікі Санторо — рекетир, бандит, грабіжник і жорстокий вбивця, знає «Туза» з дитинства — вони разом росли в іммігрантському кварталі. Спочатку Нікі сповнений поваги до Сема, він усвідомлює, що його друг має унікальні таланти у сфері азартних ігор. Але розширення повноважень Нікі разом з набуттям злочинного авторитету та соціальної значущості в Лас-Вегасі призводять до того, що Санторо зовсім перестає відчувати межі дозволеного і в результаті безславно гине.
Джинджер Маккена Ротштейн
Попри почуття Сема та його готовність дати Джинджер становище у суспільстві та забезпечити майбутнє, Джинджер сприймає Сема лише як клієнта і виходить за нього заміж суто через гроші. Сем у вигляді гарантії вирішує завести дитину, і Джинджер ще до одруження народжує дочку. Проте спроба створити сім'ю з багатою і сильною людиною провалюється, оскільки Джинджер, обтяжена залежністю від наркотиків і алкоголю, пасує перед хворобливою прихильністю до свого колишнього сутенера Лестера Даймонда. Щобільше, вона жахлива мати й дозволяє собі використати доньку для шантажу свого чоловіка. Після розлучення вона сильно п'є і вживає наркотики. Джинджер стає легкою здобиччю для наркоманів та іншої швалі, які протягом двох місяців витягують із неї майже всі наявні два мільйони доларів. Вона вмирає від передозування наркотиків і при ній знаходять лише 3600 доларів.
Роль Джинджер Маккена вважається однією з найкращих робіт Шерон Стоун. За цю роль актриса здобула премію «Золотий глобус» і її номінували на «Оскар».

### Другорядні персонажі
- Лестер Даймонд (Lester Diamond / James Woods) — сутенер і шахрай, у якого закохана Джинджер.
- Біллі Шерберт (Billy Sherbert / Don Rickles) — адміністратор казино «Танжер». Старий друг Сема Ротштейна.
- Енді Стоун (Andy Stone/Alan King) — голова профспілкового пенсійного фонду. За наказом «босів» видав із фонду Філіпу Грін $62 700 000. Убитий за рішенням «босів» як потенційно небезпечний свідок.
- Філіп Грін (Philipp Green / Kevin Pollak) — голова ради директорів казино «Танжер». Виконував накази Енді Стоуна.
- Пет Веб (Pat Webb/L.Q. Jones) — окружний комісар.
- Френк Маріно (Frank Marino / Frank Vincent) — головоріз банди Нікі Санторо.
- Дон Вард (Don Ward / John Bloom) — швагер окружного комісара Пета Веба. Звільнений із казино Семом за профнепридатність.
- Рімо Гаджі (Remo Gaggi/Pasquale Cajano) — глава «босів». Прототипом персонажа послужив гангстер Ніно Гаджі (07.08.1925 — 17.04.1988).
- Дженніфер Санторо (Jennifer Santoro / Melissa Prophet) — дружина Нікі.
- Джон Ненс (John Nance / Bill Allison) — возив «готівку» з Вегаса в Канзас. Втік у Коста-Рику. Вбито за рішенням «босів» як потенційно небезпечного свідка.
- Арті Піскано (Artie Piscano/Vinny Vella) — один з «босів». Жив із мамою. У його помешканні відбувалися зустрічі босів. Таємно вів бухгалтерію доходів казино, яка дозволила розпочати судовий процес. Помер від серцевого нападу під час арешту.
- Домінік Санторо (Dominick Santoro / Philip Suriano) — перебував у банді свого брата. Убитий разом із Нікі за рішенням «босів».

## Цікаві факти
- Прототипом Ніккі Санторо (Джо Пеші) послужив Ентоні «Тоні Мураха» Спілотро, головоріз «Чиказького синдикату», убитий за наказом босів у 1986 році.
- Персонаж Роберта Де Ніро мав реального прототипа Франка «Шульги» Розенталя, який керував з 1970-х до початку 1980-х казино «Зоряний пил» (Stardust), «Фрімонт» і «Асієнда».
- «Казино» — фільм, створений за однойменною книгою Ніколаса Піледжі й Ларрі Шандлінга.
- Слово «Fuck» і його похідні, вживаються у фільмі 422 рази — що в середньому, становить приблизно 2,4 раза на хвилину[10].

## Критика
Після виходу фільм отримав здебільшого позитивні відгуки критиків, хоча їх похвала була приглушенішою, ніж це було для тематично подібних «Славних хлопців», що вийшли лише на п'ять років раніше. На агрегаторі рецензій Rotten Tomatoes фільм має рейтинг схвалення 80 % на основі 62 оглядів із середнім рейтингом 7,2/10.
На Metacritic, фільм має середню оцінку 73 зі 100 на основі 17 критиків, що свідчить про «загалом сприятливі відгуки».

## Нагороди та номінації
1996 Премія «Оскар»
- Номінація — найкраща жіноча роль  — Шерон Стоун

1996 Премія «Золотий глобус»
- Перемога — найкраща жіноча роль (драма) — Шерон Стоун[14]
- Номінація — найкращий режисер — Мартін Скорсезе